# Azione di Néry
L'azione di Nèry fu un combattimento avvenuto il 1º settembre 1914 tra l'esercito inglese e l'esercito tedesco. Lo scontro fece parte dell'insieme di operazioni che costituirono la cosiddetta Grande ritirata durante le fasi iniziali della prima guerra mondiale.
Subito dopo l'alba, una brigata di cavalleria inglese, mentre si stava preparando a ripartire dopo la sosta notturna, fu attaccata  da una divisione di cavalleria tedesca.  L'artiglieria inglese fu subito messa fuori combattimento, eccezion fatta per un singolo cannone (nello specifico, un Ordnance QF 13 lb) della L Battery Royal Horse Artillery, che continuò, per circa due ore e mezza, a rispondere al fuoco di una batteria tedesca, che al contrario, poteva contare su di un organico al completo.
Sfortunatamente per i tedeschi, i rinforzi britannici non tardarono ad arrivare e alle ore 8:00 gli inglesi contrattaccarono, mettendo in rotta la divisione tedesca, che a causa delle perdite tornò operativa solo parecchi giorni dopo. Ben tre uomini della "Batteria L" furono insigniti per le loro azioni a Néry della massima onorificenza militare britannica, la Victoria Cross. La Batteria invece ricevette il titolo di "Néry", come onore di battaglia.

## Antefatti
Dopo la sconfitta a Mons, avvenuta il 23 agosto 1914, la BEF (British Expeditionary Force), avendo subito notevoli perdite, incominciò a retrocedere di fronte alla potenza dell'avanzata dell'esercito tedesco. Successivamente i due eserciti si scontrarono una seconda volta, il 26 agosto, presso Le Cateau, dove i tedeschi costrinsero gli inglesi a ritirarsi oltre la Marna. La ritirata fu condotta ordinatamente e con disciplina dalle forze britanniche. I tedeschi nel frattanto, credettero erroneamente di aver praticamente distrutto la BEF e pertanto evitarono di continuare a condurre azioni offensive contro i soldati britannici. Questa scelta permise al grosso delle truppe di ritirarsi per molti giorni senza impegnarsi in pesanti combattimenti difensivi: infatti, la maggior parte dei brevi combattimenti avvenne tra le unità poste a retroguardia e le pattuglie a cavallo tedesche.
Il 31 agosto, la BEF, continuando la ritirata, attraversò l'Aisne tra Soissons e Compiègne. La copertura della retroguardia era assicurata dalle brigate della 1st Cavalry Division. Quel giorno la marcia era risultata molto faticosa a causa della grande calura, che stancò ulteriormente i soldati, già seriamente provati: per tali motivi la marcia del 31 agosto fu molto breve. I soldati inglesi si fermarono dunque poco più a sud dell'Aisne.
Il I Corpo si stabilì a nord della foresta che circondava Villers-Cotterêts, il II Corpo presso Crépy-en-Valois (a sud-ovest rispetto al I Corpo). Il III Corpo invece si posizionò attorno a Verberie, più lontano, ad ovest. Il vuoto di circa 8 km tra il II e il III Corpo fu colmato dalla 1st Cavalry Brigade, che prese posizione a Néry. La brigata aveva trascorso la giornata controllando l'avanguardia tedesca a nord-ovest di Compiègne e si fermò, per riposare, nella propria posizione solamente al tramonto, verso le 20:30. Gli inglesi avevano previsto per il giorno successivo una marcia di 10-14 miglia (16–22 km) verso sud, per raggiungere una nuova linea difensiva: per rispettare la tabella di marcia, sarebbe stato necessario partire nelle primissime ore del giorno seguente. Da piano iniziale, la retroguardia del III Corpo sarebbe dovuta passare attraverso Néry verso le 6:00 del mattino successivo, mentre la cavalleria sul posto si sarebbe allontanata prima dell'arrivo della stessa. A parte questo, moltissime unità raggiunsero le loro postazioni per la sosta notturna solamente nelle ultime ore del 31 agosto e perciò il generale Pulteney, il comandante del III Corpo, ordinò che la partenza fosse posticipata.
Sul lato tedesco, vista la ritirata delle forze britanniche, l'ala destra della 1. Armee aveva incominciato a dirigersi verso sud, mirando a spezzare la ritirata della 5ª Armata francese e isolare, quindi, Parigi, dopo aver attraversato l'Oise all'altezza di Compiègne. Nel pomeriggio del 31 agosto si apprese che la 5ª Armata si trovava a circa 8 miglia (quasi 13 km) a nord-ovest di Compiègne e che si stava dirigendo verso sud, mentre più o meno contemporaneamente le sue principali divisioni di cavalleria stavano attraversando l'Oise a nord della città. Le unità guglielmine, quello stesso giorno, avevano incominciato a spostarsi alle 4 del mattino e si muovevano a marce forzate, con l'ordine di dirigersi verso Parigi il più velocemente possibile. Molti soldati avrebbero continuato a marciare anche durante la notte: alcuni prigionieri tedeschi, dopo lo scontro a Néry, affermarono che avevano camminato ben ventisei ore di fila, senza dormire. Sta di fatto che essi continuarono incuranti della fatica. Un comandante di reggimento rispose alle lamentele dicendo che i suoi uomini avevano marciato così duramente grazie all'osservanza del precetto "Il sudore salva il sangue".
Le due armate arrivarono a contatto quella sera, subito dopo il tramonto. Questo contatto avvenne tra il 2nd Royal Welsh Fusiliers del III Corpo e una pattuglia dell'8. Husaren-Regiment della 9. Kavallerie-Division, sull'estremità del fianco ovest del BEF.

## Preludio

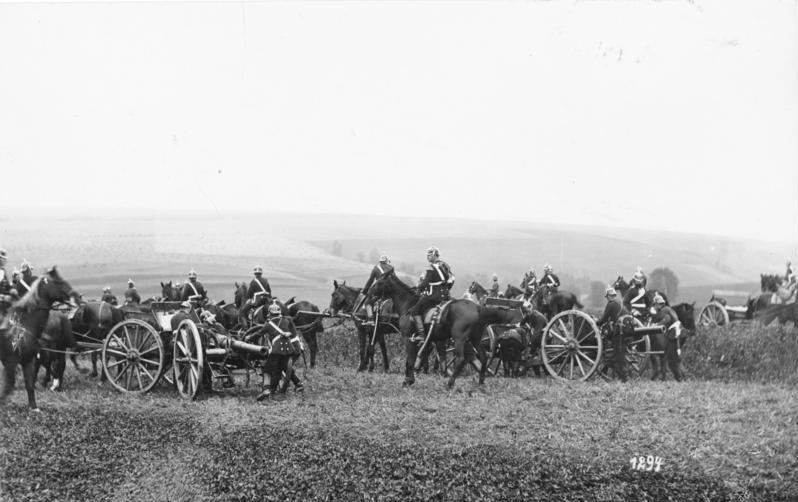
Manovre dell'artiglieria a cavallo tedesca prima della guerra

Nello specifico la 1st Cavalry Brigade, stanziata a Néry era formata da tre reggimenti ed era comandata dal brigadier generale Sir Charles Briggs. I tre reggimenti erano il 2nd Dragoon Guards (Queen's Bays), il 5th (Princess Charlotte of Wales's) Dragoon Guards, e l'11th (Prince Albert's Own) Hussars. Ognuno di questi aveva un organico nominale di 549 uomini, suddivisi in tre squadroni, con due mitragliatrici medie Vickers per reggimento. Erano supportati dalla Batteria L, che aveva in forze, teoricamente, 205 uomini con sei cannoni Ordnance QF 13 lb. La brigata faceva parte della 1st Cavalry Division, che a sua volta era una componente del Cavalry Corps della BEF. Pur avendo partecipato a tutte le operazioni della Grande ritirata, combattendo a Mons ed a Le Cateau-Cambrésis, la 1st cavalry Brigade non aveva subito notevoli perdite ed aveva un organico, seppur minore, sostanzialmente quasi uguale alla misura stabilita.
Sul fianco sud dell'armata tedesca in avanzamento vi erano ben cinque divisioni di cavalleria. Una di queste divisioni era la 4. Kavallerie-Division, che al 31 agosto, dopo aver attraversato l'Oise, si stava dirigendo verso Néry: nell'area infatti sembrava essere assente la presenza di forze nemiche ostili. La divisione era comandata da Otto von Garnier ed era formata da sei reggimenti di cavalleria da 722 uomini ciascuno, raggruppati in tre brigate. Insieme ad essa vi erano un battaglione di dodici cannoni, una batteria di sei mitragliatrici e due battaglioni di Jäger (unità di cacciatori), ognuno dei quali equipaggiato con altre sei mitragliatrici: complessivamente, dunque, il numero totale di soldati in forza era all'incirca di 5'200 uomini. Le tre brigate di cavalleria che componevano la divisione erano la 3. Kavallerie-Brigade, costituita dal 2. Kürassier-Regiment e dal 9. Ulanen-Regiment e comandata dal generale Karl Leopold Graf von der Goltz, la 17. Kavallerie-Brigade, composta dal 17. e dal 18. Dragoner-Regiment e guidata dal generale Ernst Graf von Schimmelmann, ed infine la 18. Kavallerie-Brigade, formata dal 15. e dal 16. Husaren-Regiment e posta sotto il comando del generale Walther von Printz.

## La battaglia
Il villaggio di Néry è situato in una piccola valle ed è attraversato da un fiume, che poi, più a nord, sbocca nell'Autonne. Ad est e ad ovest della cittadina vi sono dei colli piuttosto alti. Il principale punto di riferimento era una fabbrica di zucchero, poco più a sud del villaggio, nei pressi della quale la Batteria L si era fermata. I reggimenti di cavalleria, invece, si erano posizionati all'interno o nelle immediate vicinanze del borgo. All'alba del 1º settembre era scesa una pesante cortina nebbiosa sulla valle e ciò fece variare l'orario di partenza, che inizialmente previsto per le 4:30, fu posticipato di un'ora e mezza: attendendo la partenza, gli uomini, che erano già pronti per le 4:30, tornarono a riposare, lavare i cavalli ed a preparare la colazione. Le squadre di artiglieria erano rimasti vicino ai loro cannoni, ma gli avantreni delle armi erano abbassati per togliere un peso ai cavalli.
Verso le 5:25 una pattuglia dell'11th Hussars, che era stata inviata verso sud-est, s'imbatté in forze di cavalleria nemiche piuttosto pesanti e ritornò velocemente al villaggio. Il reggimento, dunque, si dispiegò lungo il lato est del villaggio in posizione difensiva, anche se il comandante del 5th Dragoon Guards era restio a credere ad un imminente attacco tedesco.
Alle 5:40, però, iniziarono ad essere sparati dei colpi dalle alture ad est del villaggio, supportati anche con mitragliatrici e artiglieria leggera. I colpi provenivano dagli uomini dell'avanguardia della 4. Kavallerie-Division, che si sorpresero di avvistare unità britanniche e che subito avvisarono il comando di "essere circondati da considerevoli forze ostili". Il generale Von Garnier ordinò subito di attaccare il villaggio.
Il cannoni tedeschi, sparando dalle alture circostanti, furono estremamente precisi, causando effetti drammatici. I cavalli del 2nd Dragoon guards, privi di fantini, s'imbizzarrirono e fuggirono via seguendo la strada che conduceva verso nord, mentre l'artiglieria rimase bloccata, non potendo spostarsi dalla linea di tiro. Il maggiore Sclater-Booth, mentre stava correndo verso i cannoni della batteria, che era sotto il suo comando, rimase stordito dall'onda d'urto di un proiettile che gli era esploso vicino e perdette i sensi. Di conseguenza il comando fu preso dal suo secondo, il capitano Edward Kinder Bradbury, il quale ordinò di spostare tre cannoni in una posizione più favorevole a rispondere a ben dodici pezzi nemici, che stavano sparando dal crinale a est. Sfortunatamente per gli inglesi, due cannoni furono quasi subito messi fuori combattimento: l'unico rimasto continuò a sparare, sotto la direzione dello stesso Bradbury, assistito dal sergente David Nelson e altri tre soldati. Continuando a sparare, essi distolsero l'attenzione dell'artiglieria tedesca dalla cavalleria, focalizzandola però su di sé; quando i proiettili stavano per finire, il capitano Bradbury andò in cerca di altre munizioni, ma fu fatalmente colpito da un proiettile e morì poco dopo. La batteria continuò comunque a sparare, sotto il comando del sergente Nelson e del sergente maggiore George Thomas Dorrell, e smise solamente poco prima delle 8:00, quando arrivarono i rinforzi.
Nel frattempo, infatti, mentre Bradbury continuava a sparare con l'unico cannone rimasto, gli uomini dei reggimenti di cavalleria si erano spostati, a piedi, sul lato est del villaggio, per essere preparati a un possibile attacco della cavalleria tedesca, che probabilmente avrebbe attaccato con gli uomini appiedati. Alle 6:00, due squadroni del 5th Dragoon Guards furono inviati verso nord ad aggirare gli assalitori, girandogli attorno in direzione est e mantenendo alto il volume di fuoco per costringerli in quella posizione. Quando il cannone di Bradbury smise si sparare, i primi rinforzi dal III Corpo erano già arrivati; si trattava della 4th Cavalry Brigade, supportata dalla I Battery Royal Horse Artillery e da due battaglioni di fanteria. La I Batteria incomincò dunque a sparare sull'artiglieria tedesca, che in questo momento era più scoperta poiché la nebbia andava diradandosi, subito imitata dagli uomini del 1st Middlesex Regiment. Molti cavalli furono uccisi o gravemente feriti, cosicché ben otto cannoni furono abbandonati durante la ritirata per mancanza di cavalli che potessero trainarli. Uno squadrone dell'11th Hussars continuò a inseguire i tedeschi per circa un miglio, catturando 78 prigionieri, provenienti da tutti e sei i reggimenti che formavano la divisione tedesca.

## Conseguenze

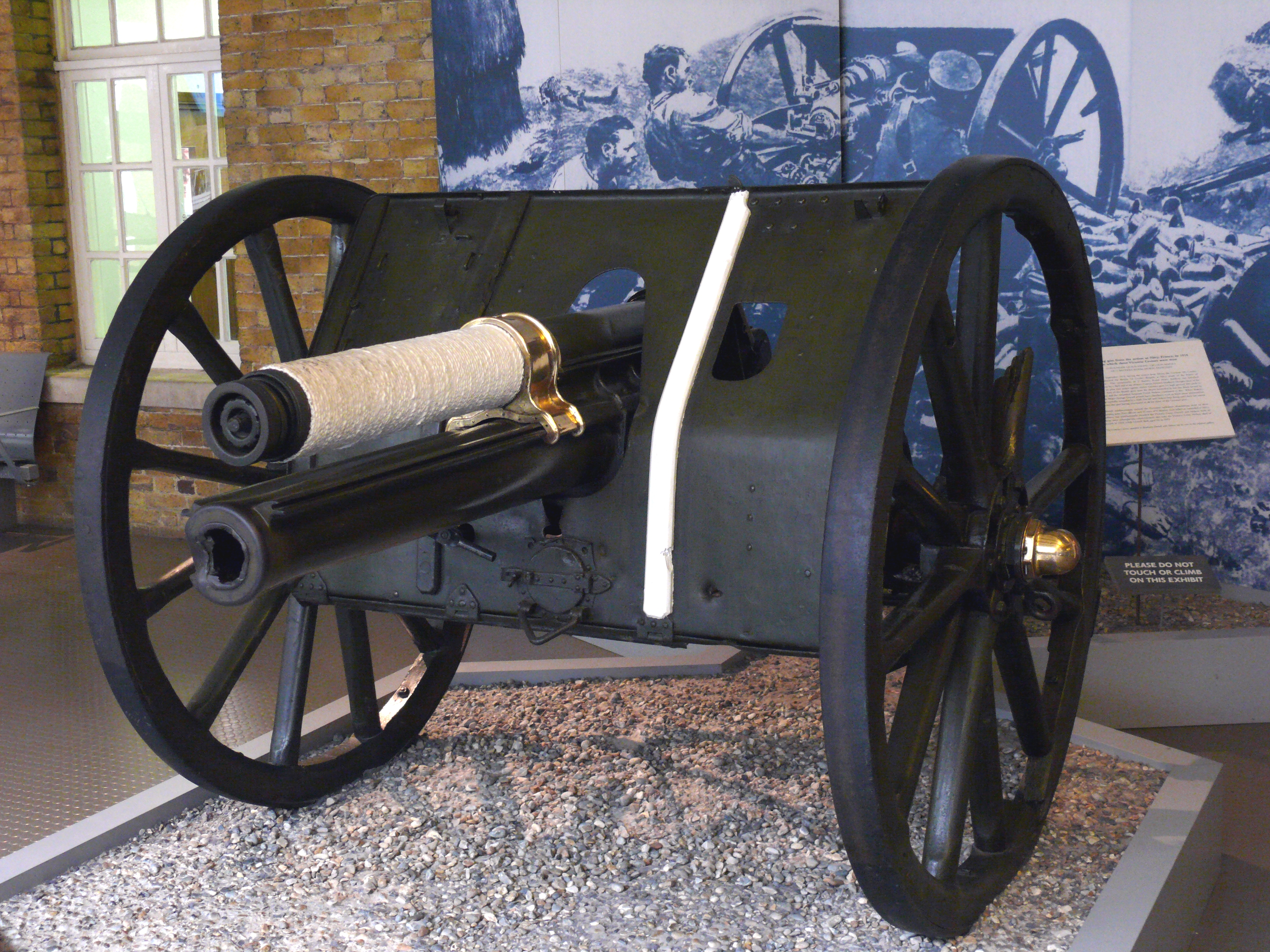
Il "Néry Gun" all'Imperial War Museum.

La Batteria L fu quasi del tutto annientata, avendo perso tutti e cinque gli ufficiali e circa un quarto dei suoi operatori e fu costretta a ritornare in patria per riorganizzarsi.
Essa non tornò operativa fino all'aprile del 1915, quando combatté a Gallipoli. Invece, a differenza di quest'ultima, i tre reggimenti della 1st Brigade non subirono molte perdite, che complessivamente ammontarono a 81 uomini, tra cui però vi era il comandante del 5th Dragoon Guards, il colonnello Edward Ansell. Anche il comandante della 1st Brigade, il maggiore John Cawley, fu ucciso.
Tre uomini della L Battery ricevettero la Victoria Cross per il loro servizio a Néry: il capitano Bradbury, il sergente maggiore Dorrell e il sergente Nelson. Come già detto, Bradbury morì poco dopo la battaglia per le ferite riportate. Il sergente Nelson invece fu ucciso nell'aprile del 1918. Dorrell invece sopravvisse e morì nel 1971, all'età di 90 anni. Sia Dorrell sia Nelson furono promossi al grado di sottotenente: successivamente avrebbero raggiunto il grado di tenente colonnello (Dorrell) e maggiore (Nelson). Le tre Victoria Cross e il cannone rimasto si trovano ora all'Imperial War Museum a Londra. Il tenente Giffard, anch'egli della L Battery, che sopravvisse, ricevette la croce di Cavaliere della Legion d'onore e altri due uomini della batteria furono premiati con la Médaille militaire
Il tenente che comandò il gruppo di mitragliatrici del 2nd Dragoon Guards ricevette la Distinguished Service Order e, insieme a due suoi uomini, pure la Distinguished Conduct Medal. La L Battery ricevette il titolo onorifico di "Néry"; fu l'unica unità a riceverlo come onore di battaglia, sebbene fu concesso anche al 5th Dragoon Guards e all'11th Hussars. Le altre unità che presero parte all'azione ricevettero il titolo onorifico di "Retreat of Mons" (Ritirata dal Mons).
La 4. Kavallerie-Division fu completamente messa in rotta. Nonostante non si conoscano le perdite effettive, si pensa che esse furono maggiori di quelle britanniche: al computo vanno inoltre aggiunti gli otto cannoni catturati, durante il contrattacco, dal Middlesex Regiment. Alle brigate fu ordinato di disperdersi: quando risultò evidente che i rinforzi erano ormai arrivati, esse si ritirarono in direzioni diverse. Le unità dei tedeschi si spostarono o nella foresta di Compiègne o inizialmente verso Crepy-en-Valois, anche se, dopo aver sentito di un combattimento, vittorioso per gli inglesi, in quella zona si spostarono verso sud-est. Alla fine si fermarono nella foresta attorno a Rosières (Oise), a sud di Néry: furono, però, obbligati, durante la ritirata, ad abbandonare i restanti quattro cannoni ed anche una gran quantità di viveri e di munizioni. Quello stesso pomeriggio, la cavalleria avvistò le colonne britanniche che si stavano ritirando lungo la strada, ma non riuscirono ad attaccarle per la mancanza di rinforzi. Le truppe tedesche lasciarono Rosiéres nella sera del 1º settembre, poco prima che una pattuglia inglese, composta da uomini della 1st Rifle Brigade, entrasse nel villaggio dove, a causa della fretta, era stata abbandonata una mitragliatrice. La maggior parte delle unità riuscì a ricongiungersi alla 1. Armee entro la mattina del 3 settembre, ma la divisione fu lasciata nella retroguardia insieme a un corpo di riserva, quando, il 4 settembre, il II  Corpo di Cavalleria incominciò ad avanzare ancora.